# فلاديمير كوتيلنيكوف
فلاديمير أليكساندروفيتش كوتيلنيكوف (بالروسية: Владимир Александрович Котельников) ولد في (6 سبتمبر 1908) في قازان وتوفي في (11 فبراير 2005) في موسكو. كان رائداً في مجال نظرية المعلومات وعلم الفلك الراديوي من الاتحاد السوفيتي. انتخب عضواً في الأكاديمية الروسية للعلوم، في قسم العلوم التقنية (التكنولوجيا اللاسلكية) عام 1953. خدم رئيساً لمجلس السوفيت الأعلى لجمهورية روسيا السوفيتية الاتحادية الاشتراكية.

## إنجازات
يُعرف في الغالب بأنه مكتشف مبرهنة الاستعيان في عام 1933 قبل على سبيل المثال؛ إدموند تايلور ويتاكر وهاري نايكست وكلود شانون.
حيث كانت نتيجة تحليل فورييه معروفة في التحليل التوافقي منذ نهاية القرن التاسع عشر وتم تداولها في عشرينيات وثلاثينيات القرن الماضي في مجتمع الهندسة. فكان أول من كتب وصفا دقيقا لهذه النظرية حول إرسال الإشارات. كما كان رائداً في استخدام نظرية الإشارة في الاتصالات.

## روابط خارجية
- فلاديمير كوتيلنيكوف على الموقع الرسمي الأكاديمية الروسية للعلوم